# Tanegashima

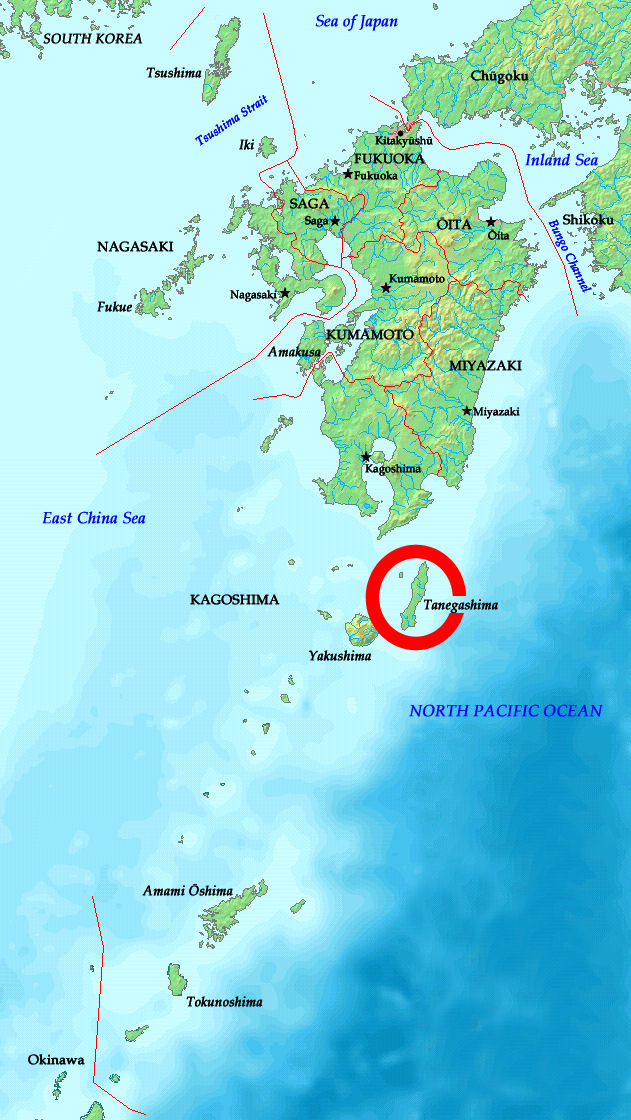
Tanegashima là phần cực phía đông của quần đảo Osumi, nằm về phía nao của đảo lớn Kyūshū.

Tanegashima (tiếng Nhật: 種子島) là một đảo nằm ở phía nam của Kyūshū, và thuộc tỉnh Kagoshima. Đây là đảo lớn nhất thuộc quần đảo Osumi.
Đảo có chiều dài khoảng 57,5 km và rộng 5–12 km. Trên đảo có một thành phố Nishinoomote, và 2 thị trấn Nakatane và Minamitane. Các thị trấn thuộc huyện Kumage. Trên đảo còn có Sân bay Tanegashima mới, bao gồm các chuyến bay hàng ngày đến Kagoshima và Osaka.
Ngày 22 tháng 7, tên lửa Kounotori 2 (Stork 2) được phóng lên vào lúc 14h57 giờ địa phương từ đảo này. Tên lửa này cung cấp hàng hóa chi Trạm không gian quốc tế (ISS) và chở về các chất thải từ trạm này.